# Seán Keane
Pour les articles homonymes, voir Keane.
Seán Keane, né le 12 juillet 1946 à Dublin (Irlande) et mort le 7 mai 2023, est un violoniste irlandais et un professeur de fiddle. 
Dans les années 1960, il a fait partie du groupe Ceoltóirí Chualann, tout comme Paddy Moloney, avant de rejoindre The Chieftains en 1968. Il est connu pour son style particulier, développé autour d'ornementations, influencé par celui des Uilleann pipes, et en particulier par celui de Willie Clancy.
Seán Keane joue également du tin whistle dans divers enregistrements du groupe The Chieftains.

## Biographie
Seán Keane est immergé dès son plus jeune âge dans la musique irlandaise traditionnelle, ses parents jouant tous les deux du fiddle, instrument qu'il commence très jeune. Après des études musicales classiques à la Dublin School of Music, il devient un des violonistes traditionnels irlandais les plus en vue, et remporte divers titres dans les championnats nationaux, dont le prestigieux Fiddler of Dooney competition à Sligo, qui lui vaut le titre de master fiddler.
Au début des années 1960, il cofonde, avec son frère James Keane (accordéon) et le flûtiste Mick O'Connor (en), le groupe The Castle Céilí Band, qui remportera le All-Ireland Fleadh Championship en 1965.
Au milieu des années 1960, il rejoint le groupe Ceoltóirí Cualann (ou Ceoltóirí Chualann) dirigé par Seán Ó Riada, chantre de la renaissance de la musique irlandaise, puis en 1968, Paddy Moloney l'invite au sein de The Chieftains, avec lesquels il se produit pour la première fois au festival folk d'Édimbourg.
En 2004, il est consacré Traditional Musician of the Year par la télévision irlandaise TG4.

## Discographie

### Albums de Seán Ó Ríada ouCeoltóirí Cualann
- The Playboy of the Western World - 1961 ;
- Reacaireacht an Riadaigh - 1963/2002 ;
- Ding Dong - 1967/2002 ;
- Ó Ríada sa Gaiety le Seán Ó - 1970/1988 ;
- Ceol Na nUasal Music of the Nobles - 1971 ;
- Ó Ríada - 1971/1992 ;
- Playboy of the Western World, vidéo - 1963 ;
- Battle of Aughrim - lecteur : Richard Murphy, musique : Seán Ó Ríada et Ceoltóirí Cualann - 1968.

### Solo, duos ou trios
- The Castle Ceili Band, avec The Castle Céilí Band - 1973 ;
- Carolan's Receipt, volume 1 - 1975 ;
- Gusty Frolics - 1976 ;
- Roll Away the Reel World - 1980/1992 ;
- Seán Keane - 1981/82 ;
- Contentment is Wealth avec Matt Molloy, Seán Keane et Arty McGlynn - 1985 ;
- Jig It In Style - 1989 ;
- 50 Fiddle Solos with Cassette - 1990 ;
- Out on Another Side, avec Liam O'Flynn - 1993 ;
- The Fire Aflame, avec Liam O'Flynn et Matt Molloy - 1993 ;
- The Given Note, avec Liam O'Flynn  - 1997 ;
- With Friends Like These, avec son frère James Keane - 1998 ;
- The Piper's Call, avec Liam O'Flynn - 1999 ;
- Sweeter as the Years Roll By, avec James Keane - 1999 ;
- The Man That I Am

### En coopération avec d'autres artistes
- Folk Music and Dances of Eire, avec Ossian ;
- An Fhidil Straith II - 1980 ;
- The Dreaming, Kate Bush - 1982/1996 ;
- Claddagh's Choice - 1984 ;
- The River, Ali Farka Toure - 1990 ;
- Playing with Fire, Celtic Fiddle Collection - 1991 ;
- Celts Rise Again - 1992 ;
- Heart of the Gaels - 1992 ;
- Port Na Coille - 1994 ;
- Flight of the Green Linnet - 1995 ;
- The Twentieth Anniversary Collection, Green Linnet Records - 1996 ;
- Golden Heart, Mark Knopfler - 1996 ;
- Voyager, Mike Oldfield - 1996 ;
- A Irmandade das Estrellas, Carlos Núñez - 1996 ;
- Brotherhood of Stars, Carlos Núñez - 1997 ;
- Traditional Music of Ireland - 1997 ;
- Live in Dublin, James Keane - 1998 ;
- Legends of Ireland - Rhino Records, 1999.

On retrouve également Seán Keane dans certains des albums de Great Big Sea et Gary Moore.